# De Meer d'Osen

Wapen van Johan van Meer (†Maastricht 12 mei 1663)

De Meer d'Osen is een geslacht waarvan leden sinds 1842 tot de Nederlandse adel behoren en dat in 1905 met de dochter van de genobiliteerde uitstierf.

## Geschiedenis
De stamreeks zou beginnen met Reinier van Meer wiens kleinzoon Gerard van Meer in 1617 heer van Haller (Valkenburg) werd en in 1588 schepen van Maastricht. Een kleinzoon van de laatste, Walterus van Meer, heer van Haller (†1685), trouwde met Ann van der Steen (†1650), dochter van Catherine Drivener, vrouwe van Osen. Hun zoon Antonius Gerardus van Meer (1647-1712) werd in 1671 heer van Osen.
Een achterkleinzoon van de laatste werd bij Koninklijk Besluit van 8 mei 1842 benoemd in de ridderschap van het hertogdom Limburg met de titel van baron op allen. Bij de benoeming is geen diploma verstrekt en geen wapen vastgesteld.

## Enkele telgen
Joseph Jean de Meer, heer van Osen, officier in Spaanse dienst (1776-), laatstelijk majoor van de Waalse gardes (1802-)
- Frédéric Joseph Ramon Félix Manoel baron de Meer d'Osen (1785-1869), bewoner van kasteel Osen in Linne, als militair vanaf 1841 buitengewoon kamerheer van de koningen Willem I en II
  - Emilie Joséphine barones de Meer d'Osen (1824-1905), laatste telg van het adellijke geslacht; trouwde in 1844 met Théodore Maur Constantin Charles graaf de Geloes d'Elsloo (1816-1893), lid van de familie De Geloes